# سون ژن‌نی
سون ژن‌نی (چینی ساده: 孙珍妮; چینی سنتی: 孫珍妮; پین‌یین: Sūn Zhēnnī؛ زادهٔ ۵ مه ۲۰۰۰) بازیگر و خواننده اهل چین است. او عضو سابق گروه چینی اس‌ان‌اچ۴۸ و زیرگروه‌های آن کالر گرلز و استایل ۷ بوده است.

## اوایل زندگی
سون ژن‌نی زادهٔ ۵ مه ۲۰۰۰ در شانگهای، چین است. سون از مردم چینی هان است و یک چهارم اجدادش از سوی مادربزرگ پدری‌اش، یهودی آلمانی است.